# Салтарин сріблистоголовий
Салтарин сріблистоголовий (Lepidothrix iris) — вид горобцеподібних птахів родини манакінових (Pipridae).

## Поширення
Ендемік Бразилії. Поширений в регіоні Амазонки на південному заході та сході штату Пара і північному заході Мараньяну. Населяє підлісок первинних вологих лісів і вторинних лісів до 400 м над рівнем моря.